# Bel Air (districte)
Bel Air és un dels 25 districtes administratius de les illes Seychelles. Es troba a l'illa de Mahé, als afores de Victòria. El districte té una superfície de 4 km² i la població segons el cens de 2002 ronda els 2900 habitants.